# 地質標本館
地質標本館（日语：／）是位於日本茨城縣筑波市東一丁目的地球科学博物館，1980年起對公眾開放。

## 历史
全館共二層，入口大廳、第一展示室及第四展示室位於第一層，第二展示室及第三展示室位於第二層。館內設有常設展示及企画展示（特別展），除展出礦物及化石標本外，亦介紹日本列島地質構造等地球科学知識，以及地球的歷史、內部構造、與人類關係方面地質調查綜合中心（原地質調査所）的研究成果，內容較附近的「Science Square TSUKUBA」顯得更為深入。許多展示物旁配有QR碼，可透過智能電話等讀取URL，邊看說明邊了解展品。

## 展示内容
入口大廳設有地震儀，若行經附近會即時測定地面震動並顯示，同時展示有循大地切片法取得的地質標本。第一展示室用光雕投影展示日本列島立体地質圖及断層、火山位置，亦可點選顯示河川、物流中心、道路網等與地形有較深關聯的資訊，其原型為統一各地域的地質圖凡例後製成的「1:20万日本連續地質圖V2」。第二展示室展示海洋地質及海底地形。第三展示室展示有富士山大型断面模型，並播放影片介紹岩石薄片的專業製作方法。第四展示室展出眾多礦物及化石標本藏品。

## 相關商品
入口大廳設有小型博物館商店，售賣地質圖及原創紙膠帶等。另有生產地質標本館運營方地質調查綜合中心概念商品的品牌推出「化石朱古力」，於產綜研內部FamilyMart及筑波快線筑波站售賣。

## 其他
全館免費開放，逢周一及年末年始閉館；由於地處国立研究機構產業技術綜合研究所內部，駕車来訪者需在研究所守衛處登記。另於每月末向公眾提供「地質標本館導覽遊」（地質標本館ガイドツアー）服務，並依博物館法施行規則接受實習。地質標本館已加入全国科学博物館協議会及茨城縣博物館協会，現任館長（2019年8月）森田澄人。

## 外部連結
- 官方网站